# Rete celere di San Gallo
La rete celere di San Gallo (in tedesco S-Bahn St. Gallen) è il sistema ferroviario regionale che serve la città di San Gallo e la regione circostante, nella Svizzera orientale.

## Rete
- S 1 Wil - San Gallo - Sciaffusa
- S 2 Nesslau-Neu Sankt Johann - San Gallo - Altstätten
- S 4 San Gallo - Sargans - Uznach - San Gallo (linea circolare)
- S 5 Weinfelden - San Gallo - St. Margrethen
- S 6 Rapperswil - Schwanden (- Linthal)
- S 7 Weinfelden - Rorschach( - Lindau-Reutin)
- S 9 Wil - Wattwil
- S 10 Wil - Weinfelden - Romanshorn
- S 12 Sargans - Coira
- S 14 Weinfelden - Costanza
- S 15 Wil - Wängi - Frauenfeld
- S 20 Appenzello - San Gallo - Trogen
- S 21 Appenzello - San Gallo - Trogen
- S 22 Trogen - San Gallo - Teufen AR
- S 23 Gossau SG - Wasserauen
- S 24 Altstätten Stadt - Gais
- S 25 Rorschach Hafen - Heiden
- S 26 Rheineck - Walzenhausen
- S 81 Herisau - San Gallo (solo nelle ore di punta)
- S 82 Herisau - San Gallo - Wittenbach (solo nelle ore di punta)

Rete orario 2022.